# Drei Affen

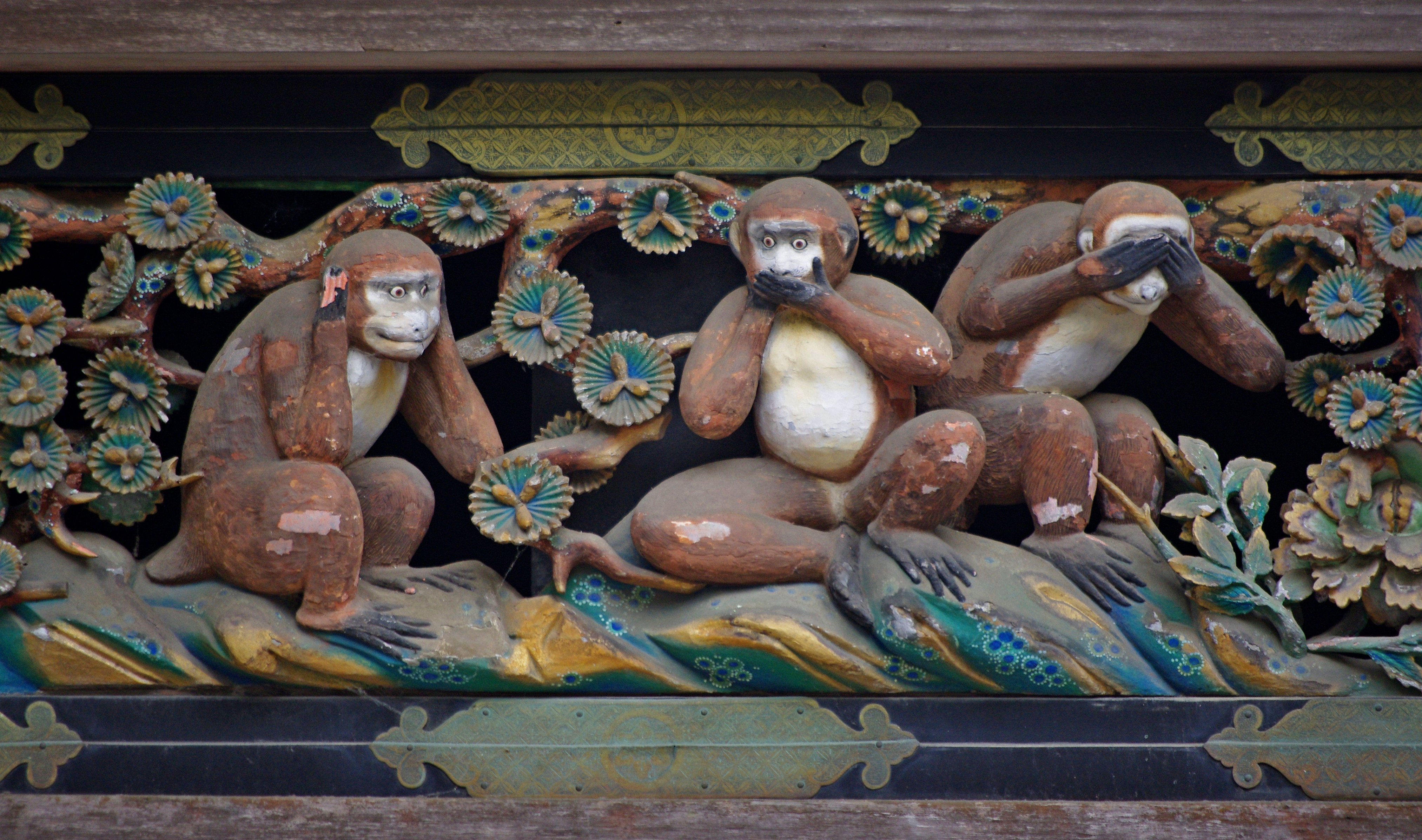
Die drei Affen von Nikkō

Die drei Affen (jap. 三猿, sanzaru/san’en oder 三匹の猿, sanbiki no saru) haben ihren Ursprung in einem japanischen Sprichwort und stehen dort für den Umgang mit Schlechtem.

## Ursprung
Der Spruch „nichts sehen, nichts hören, nichts sagen“ wird in Japan als mizaru, kikazaru, iwazaru (見ざる、聞かざる、言わざる) ausgedrückt. Es handelt sich einer gängigen Erklärung zufolge um die Paraphrase einer Erläuterung aus dem 12. Buch der Analekten des Konfuzius gegenüber seinem Schüler Yan Yuan (auch Yan Hui genannt) über das Wesen der „Sittlichkeit“ (chinesisch 仁, Pinyin rén – „Menschlichkeit“):

“非禮勿視，非禮勿聽，非禮勿言，非禮勿動”

„fēi lǐ wù shì, fēi lǐ wù tīng, fēi lǐ wù yán, fēi lǐ wù dòng“

„Was nicht dem Gesetz der Schönheit [= angemessenes Verhalten] entspricht, darauf schaue nicht; was nicht dem Gesetz der Schönheit entspricht, darauf höre nicht; was nicht dem Gesetz der Schönheit entspricht, davon rede nicht; was nicht dem Gesetz der Schönheit entspricht, das tue nicht.“

Im klassischen Japanisch wird die grammatische Form ざる (zaru) (Verneinung einer Tätigkeit) ähnlich ausgesprochen wie Affe (猿, saru). Daher ergibt sich die Verbindung der Affen mit dem moralischen Leitsatz im Japanischen aus einem zufälligen Wortspiel. Wohl auch in diesem Zusammenhang entstand der Glaube von den drei Affen Mizaru (見ざる), Kikazaru (聞かざる) und Iwazaru (言わざる), die den Göttern an den Kalendertagen des „Metall-Affen“ (庚申 kōshin) über die Menschen berichten sollen. Um diesen Bericht zu verhindern, entstand der Brauch des kōshin-machi, der sich allmählich zu einem religiösen Kult entwickelte (Als Herr der Drei Affen wurde dabei eine synkretistische Gottheit namens Grüngesichtiger Vajra, 青面金剛 Shōmen Kongō, identifiziert). Dieses Brauchtum ist heute selbst in Japan kaum mehr bekannt, hat aber zur allgemeinen Verbreitung des Drei-Affen-Motivs geführt.

## Vier Affen

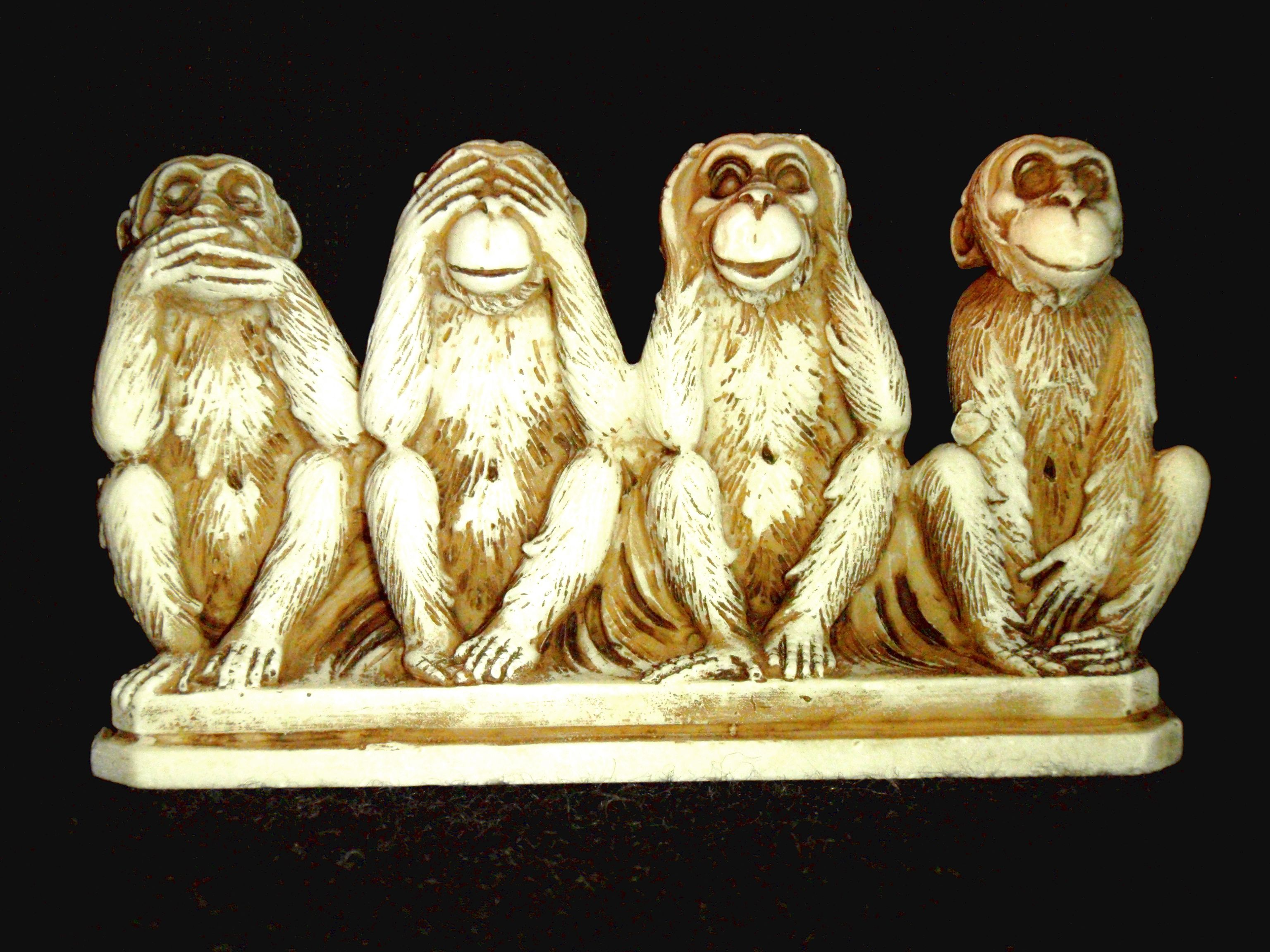
Vier weise Affen

Manchmal wird noch ein vierter Affe dargestellt, Shizaru genannt (しざる; von 四猿 shisaru, „vier Affen“). Er bedeckt mit den Händen seinen Unterleib und hat die Bedeutung „Tu nichts Böses!“, „Habe keinen Spaß!“, „Habe keinen Sex!“. „Meist dreht es sich bei Vier-Affen-Figuren um die drei traditionellen Affengebärden plus eine mehr oder weniger sexuelle Gebärde. Im Englischen heißt es als Beschriftung fast immer „See no evil! Hear no evil! Speak no evil! Have no fun!“ Natürlich aber kann es auch einmal „Think no evil“ oder „Take no evil“ heißen, und das vierte Äffchen mit seinem verschmitzten Lächeln auf einer Geburtstagskarte könnte wohl auch „Have fun“ signalisieren.“
Heute sind die Affen in Japan als Minai, Kikanai, Iwanai und Shinai (-nai ist die moderne Verneinungsform) bekannte Glücksbringer.

## Die drei Affen in der Kunst
Ein berühmtes Drei-Affen-Motiv stammt aus dem 17. Jahrhundert und befindet sich nahe der Stadt Nikkō auf der japanischen Hauptinsel Honshū, etwa 140 Kilometer nördlich von Tokio. Es ist als Fassadenschnitzerei an einem eher unscheinbaren Gebäude – einem ehemaligen Stall für heilige Pferde – auf dem Gelände des Tōshōgū-Schreins zu finden.

## Bedeutungswandel in der westlichen Welt
Während die drei Affen in Japan eigentlich die Bedeutung „über Schlechtes weise hinwegsehen“ haben, werden sie in der westlichen Welt eher als „alles Schlechte nicht wahrhaben wollen“ interpretiert. Aufgrund dieses negativen Bedeutungswandels gelten die drei Affen daher häufig als Beispiel für mangelnde Zivilcourage oder bedingungslose Loyalität.
Wolfgang Mieder macht auf einen Artikel Lutz Röhrichs aus dem Jahre 1957 in der Fachzeitschrift Fabula aufmerksam. Dort versucht der US-amerikanische Parömiologe Archer Taylor einen Kontext zum – im frühen vierzehnten Jahrhundert in England im Gesta Romanorum verzeichneten – mittellateinischen Sprichwort Audi, vide, tace, si vis vivere in pace („Höre, sieh und schweige, wenn du in Frieden leben willst!“) herzustellen. Röhrich vertritt die Ansicht, es handelt sich um eine verzwickte Überlieferungsgeschichte, wobei die japanische Variante die vertraute europäische Variante mit der Zeit überlagert haben dürfte. Verstärkt wurde der Ersatz – eines bis Ende des 19. Jahrhunderts bekannten Sprichwortes – durch die ursprünglich aus Nikko stammenden Affensouvenirs. Erste englischsprachige Reiseführer, in denen die Drei-Affen-Kōshin-Steine ausführlicher beschrieben wurden, tauchten bereits ab 1884 auf, erstmals ab 1901 dann auch mit Skizze im Handbook for Travellers in Japan von Basil Hall Chamberlain. Sehr schnell wurde Nikko zum Magnet für westliche Touristen und die Mitbringsel verbreiteten sich in der Welt. Die ursprünglich religiöse Bedeutung ging immer mehr verloren und aus einem englischen Versandhauskatalog von 1927 geht hervor, dass „The Three wise monkeys. Speak no evil, see no evil, hear no evil. Pear group of three monkeys -/14“ als Billigware angeboten wurden. Laut Mieder verbreiteten sich die drei Affen in Deutschland erst nach dem Zweiten Weltkrieg und wurden zunächst direkt aus Japan bezogen – also ohne Englisch als moderne lingua franca. So lässt sich erklären, dass in der deutschen Sprichwortentlehnung „Nichts sehen, nichts hören, nichts sagen“ ursprünglich keine Rede vom „Bösen“ ist, welche im Englischen prägend ist.

## Rezeption
Von dem US-amerikanischen Künstler Keith Haring wurde das Bild der drei Affen in Form menschlicher Umrisse Ende der 1980er und Anfang der 1990er Jahre aufgegriffen. Er forderte damit zu mehr Zivilcourage im Kampf gegen AIDS auf.
Die Illustratoren Olga Hopfauf und Stephan Baumgarten griffen 2020 das Motiv in Form von sieben Verfassungsfragen auf, um die Rolle von Bundeskanzlerin Angela Merkel und Justizministerin Christine Lambrecht bei einer Partnerschaft der Regierungskampagne „Wir sind Rechtsstaat“ mit dem Vorsitzenden des Zentralrats der Muslime in Deutschland, Aiman Mazyek, zu kritisieren.
Der Künstler Jacques Tilly kritisierte mit einem Wagen-Motiv von drei mannshohen Affen Politik, Bürokratie und Versicherungen für ihr Verhalten nach der Flutkatastrophe im Ahrtal des Jahres 2021.

## Unicode-Zeichen
Die Affen-Emoji sind im Unicodeblock Smileys enthalten.
| Mizaru                     | Kikazaru                   | Iwazaru                   | Shizaru       |
| -------------------------- | -------------------------- | ------------------------- | ------------- |
| 🙈                         | 🙉                         | 🙊                        | 🐵            |
| Augen verschließender Affe | Ohren verschließender Affe | Mund verschließender Affe | Affen-Gesicht |
| SEE-NO-EVIL MONKEY         | HEAR-NO-EVIL MONKEY        | SPEAK-NO-EVIL MONKEY      | MONKEY FACE   |
| U+1F648                    | U+1F649                    | U+1F64A                   | U+1F435       |